# Misumenoides magnus
Misumenoides magnus là một loài nhện trong họ Thomisidae.
Loài này thuộc chi Misumenoides. Misumenoides magnus được Eugen von Keyserling miêu tả năm 1880.